# Thalictrum coriaceum
Thalictrum coriaceum är en ranunkelväxtart som först beskrevs av Britt., och fick sitt nu gällande namn av John Kunkel Small och Vail. Thalictrum coriaceum ingår i släktet rutor, och familjen ranunkelväxter. Inga underarter finns listade i Catalogue of Life.